# Narvi (księżyc)
Narvi (Saturn XXXI) – księżyc Saturna, odkryty przez Scotta S. Shepparda i jego zespół, 22 lata po przelocie sondy Voyager 2 przez system tej planety.
Należy on do grupy nordyckiej zewnętrznych księżyców planety, poruszających się ruchem wstecznym. Narvi wraz z Bestlą tworzy podgrupę o inklinacji bliskiej 145°.
Nazwa pochodzi z mitologii nordyckiej, Narvi (Narfi) był synem boga Lokiego.